# یوزف منگله
یوزف منگله (آلمانی: Josef Mengele, آلمانی: [ˈjo:zɛf ˈmɛŋələ] ؛ ۱۶ مارس ۱۹۱۱ – ۷ فوریه ۱۹۷۹) افسر و پزشک آلمانی در سازمان شوتزاِشتافل (اس‌اس) نازی‌ها بود که در طول جنگ جهانی دوم ابتدا در جبهه روسیه و سپس در اردوگاه آشویتس فعالیت داشت. او در دوران هولوکاست به دلیل آزمایش‌های مرگبارش بر روی زندانیان در اردوگاه آشویتس ۲-بیرکناو، لقب «فرشته مرگ» (آلمانی: Todesengel) گرفت. منگله عضوی از تیم پزشکی بود که قربانیان را برای قتل در اتاق‌های گاز انتخاب می‌کردند.
پیش از جنگ، منگله در رشته‌های انسان‌شناسی و پزشکی مدرک دکتری گرفت و به عنوان پژوهشگر فعالیت خود را آغاز کرد. او در سال ۱۹۳۷ به حزب نازی پیوست و در سال ۱۹۳۸ به اس‌اس ملحق شد. در آغاز جنگ جهانی دوم، به عنوان افسر پزشکی گردان خدمت کرد و سپس در اوایل سال ۱۹۴۳ به سرویس اردوگاه‌های کار اجباری آلمان نازی منتقل شد. در آشویتس، او فرصتی یافت تا آزمایش‌های ژنتیکی روی انسان‌ها انجام دهد. آزمایش‌های او عمدتاً روی دوقلوها متمرکز بود، بدون هیچ توجهی به سلامت یا ایمنی قربانیان. در ژانویه ۱۹۴۵، با پیشروی نیروهای ارتش سرخ در لهستان اشغالی، تنها ده روز پیش از ورود نیروهای شوروی به آشویتس، منگله به اردوگاه گروس-روزن منتقل شد که ۲۸۰ کیلومتر از آشویتس فاصله داشت.
پس از جنگ، منگله در ژوئیه ۱۹۴۹ با کمک شبکه‌ای از اعضای سابق اس‌اس به آرژانتین گریخت. او ابتدا در بوئنوس آیرس و اطراف آن ساکن بود، اما در سال ۱۹۵۹ به پاراگوئه و سپس در سال ۱۹۶۰ به برزیل گریخت، در حالی که از سوی آلمان غربی، اسرائیل و شکارچیان نازی مانند سیمون ویزنتال تحت تعقیب بود. منگله با وجود درخواست‌های استرداد دولت آلمان غربی و عملیات مخفیانه موساد، آژانس اطلاعاتی اسرائیل، موفق به فرار شد. او در سال ۱۹۷۹ پس از سکته مغزی هنگام شنا در سواحل برچیوگه غرق شد و تحت نام جعلی ولفگانگ گرهارد دفن شد. بقایای جسد او در سال ۱۹۸۵ از خاک بیرون آورده شد و با بررسی‌های پزشکی قانونی هویتش تأیید گردید.

## آغاز زندگی
یوزف منگله در ۱۶ مارس ۱۹۱۱ در شهر گونتسبورگ ایالت باواریا آلمان به دنیا آمد. پدرش مؤسس شرکت کارل منگله و پسران بود. او در ۱۹۳۰ برای تحصیل پزشکی و فلسفه به دانشگاه مونیخ رفت. منگله در ۱۹۳۵ موفق به دریافت دکترای انسان‌شناسی از دانشگاه مونیخ شد.
منگله در ژوئیه ۱۹۳۹ با ایرنه شونباین ازدواج کرد. تنها فرزند آن‌ها به نام رالف در سال ۱۹۴۴ به دنیا آمد.

## آزمایش روی انسان
در جریان جنگ جهانی دوم، مِنگِله ۲۱ ماه پزشک اردوگاه آشویتس شد. او در همین مدت پژوهش‌هایی روی اسیران اردوگاه، که همگی محکوم به مرگ بودند، انجام داد. لقب وی در میان اسیران زندان‌های آلمان نازی، «فرشتهٔ مرگ» بود.
منگله از آشویتس به عنوان فرصتی برای ادامه مطالعات انسان‌شناسانهٔ خود و پژوهش بر وراثت استفاده می‌کرد، و از زندانیان برای آزمایش‌های انسانی استفاده می‌کرد.
- تزریق مواد شیمیایی به چشم بچه‌ها برای مطالعه در مورد احتمال تغییر رنگ عنبیه
- تزریق سیمان مایع به بدن زنان (رحم زنان) برای پژوهش دربارهٔ نازایی
- قطع عضوهای مختلف و مطالعه بر روی اثرات آن‌ها
- حبس کردن اسرای جنگی در اتاق گاز و میزان تحمل آنها تا زمان مرگ
- انداختن دوقلوها در استخر اسید سولفوریک برای تهیه اسکلت آنان و مقایسه استخوان‌هایشان با یکدیگر
- اتصال رگ‌های دوقلوها به هم برای مطالعه در مورد امکان احتمالی تعویض خون دوقلوها و بسیاری آزمایش‌های غیرانسانی دیگر.[۱۴]

## پس از جنگ
بلافاصله پس از جنگ، یوزف منگله به اسارت ارتش آمریکا درآمد. اما او مدارک جعلی داشت و به عنوان یک مأمور اس اس یا پزشک اردوگاه‌های کار اجباری شناخته نشد و پس از چند هفته آزاد شد. نام او چندین بار در جریان دادگاه نورنبرگ در ۱۹۴۵/ ۱۹۴۶ ذکر شد. در سال ۱۹۴۸، یوزف منگله با نام جعلی به آرژانتین مهاجرت کرد. او در سال ۱۹۵۶ گذرنامه ای از آلمان غربی به نام خود دریافت کرد. یوزف منگله، تا زمان مرگش در ۱۹۷۹ به صورت مخفیانه زندگی کرد. او در سال ۱۹۷۹ در هنگام شنا سکته کرد و درگذشت.